# Tøse-Runden
Tøse-Runden er et af verdens største motionscykelløb kun for kvinder. Løbet arrangeres af Køge Cykel Rings Venner i samarbejde med dagbladet Politiken.
Det første løb blev kørt i 1991. Løbet starter tidligt om morgenen på Køge Havn og afsluttes samme sted ud på aftenen. Ruten er på ca. 111 km. og undervejs er der oprettet 4 depoter, hvor deltagerne kan få kulhydrater og væske.
De fleste deltagere stiller op sammen med veninder, kolleger eller familie, men der er dog også en del der stiller op alene. Feltet rummer flest amatører, men der er også en del kvinder fra de organiserede cykelklubber.
Det første år deltog 1600 kvinder. Tallet voksede hurtigt, men har både oplevet op- og nedgang i deltagerantal. I 2013 deltog 4.416 personer.